# Hans G. Forsberg
Hans G. Forsberg (n. 2 februarie 1930, Flen, Södermanlands län, Suedia – d. 20 decembrie 2021) a fost un inginer suedez, membru de onoare al Academiei Române (din 1992).